# Nachtjagdgeschwader 100
La Nachtjagdgeschwader 100 (NJG 100) (100e escadre de chasse nocturne) est une unité de chasseurs de nuit de la Luftwaffe pendant la Seconde Guerre mondiale. 

## Opérations
La NJG 100 n'a été que partiellement constitué, avec deux groupes et sans Geschwaderstab (état-major). L'escadre utilisa un grand nombre d'appareils allant des traditionnels chasseurs Bf 109 et Bf 110, des Ju 88 et Do 217 spécialement reconvertis pour la chasse, mais aussi des avions plus lents tel que le Fw 58, le Fw 189 ou encore le Junkers Ju 87. 

## Organisation

### I. Gruppe
Formé le 1er août 1943 à Briansk avec :
- Stab I./NJG 100 nouvellement crée
- 1./NJG 100 à partir de la 12./NJG 5 à Briansk
- 2./NJG 100 nouvellement créée à Stalino
- 3./NJG 100 à partir d'éléments des 10. et 12./ZG 1 à Schatalowka

En décembre 1944, la 2./NJG 100 et la 4./NJG 100 échangent leur désignation.
Gruppenkommandeur (Commandant de groupe) :
| Début            | Fin              | Grade     | Nom                                 |
| ---------------- | ---------------- | --------- | ----------------------------------- |
| 1er août 1943    | 5 août 1943      | Major     | Heinrich Prinz zu Sayn-Wittgenstein |
| 5 août 1943      | 31 décembre 1943 | Major     | Rudolf Schoenert (en)               |
| 1er janvier 1944 | 23 février 1944  | Major     | Alois Lechner                       |
| 23 février 1944  | Mai 1944         | Hauptmann | Kurt Bonow (par intérim)            |
| Mai 1944         | 8 juillet 1944   | Hauptmann | Theodor Bellinghausen               |
| 8 juillet 1944   | 8 mai 1945       | Hauptmann | August Fischer                      |

### II. Gruppe
- Stab II./NJG 100 formé à partir d'éléments du NJG 200 en juin 1944 à Nisch
- 4./NJG 100 formée à partir de la 8./NJG 200 en décembre 1943 à Orcha
- 5./NJG 100 formée à partir d'éléments de la 1./NJG 200 en mai 1944 à Gross Beckereck
- 6./NJG 100 formée à partir de la 4./NJG 200 en mai 1944 à Krumowo

En décembre 1944, la 4./NJG 100 et la 2./NJG 100 échangent leur désignation.
Gruppenkommandeur :
| Début           | Fin             | Grade     | Nom              |
| --------------- | --------------- | --------- | ---------------- |
| 2 juillet 1944  | 21 octobre 1944 | Hauptmann | Ulrich von Meien |
| 20 juillet 1944 | 8 mai 1945      | Major     | Paul Zorner (en) |

## As de la NJG 100
- Gustav Francsi : 56 victoires sur 56[2]
- Rudolf Schönert : 31 sur 64[3]
- Alois Lechner : 28 sur 44[4]
- Karl Maisch : 24 sur 26[5],[6]
- Helmut Dahms : 23 sur 24[7]
- Klaus Scheer : 23 sur 23[8]
- Josef Pützkuhl : 23 sur 26[9]
- Günther Bertram : 22 sur 35[10]
- Helmut Konter : 20 sur 20[11]